# Fysikkens historie
Fysikken har eksisteret på forskellige måder igennem tiden og er i dag et fuldt etableret forskningsområde, hvor fysikere arbejder med forskere fra andre fagområder og på tværs af landegrænser. Historiske landvindinger, der kan betragtes som fysik, har givetvist uafhængigt fundet sted flere steder i verden, men denne artikel fokusere på den vestlige udvikling af emnet.

## Fra antikken til renæssancen
Fysikken anses normalt for at være grundlagt som akademisk disciplin i Antikken i form af Aristoteles' værker om naturen, hvor han forsøgte systematisk at forklare fysikkens love. Aristoteles' fysik var ikke naturvidenskab i den moderne forstand, da han ikke fulgte den videnskabelig metode, og det kaldes i stedet for naturfilosofi. Aristoteles' teorier er i dag forældede, men i over tusind år var hans værker accepterede fakta.

## Den Islamiske Guldalder
Efter Antikken oplevede fysik endnu en opblomstring under Den Islamiske Guldalder fra det 8. til 13. århundrede, hvor der blev bygget videre på klassiske værker af Aristoteles, Ptolemæus og Euklid etc.
Under denne periode lagde islamisk teologi vægt på at opsøge viden. Tænkere fra denne tid tæller bl.a. Al-Farabi, Abu Bishr Matta, Ibn Sina, al-Hassan Ibn al-Haytham and Ibn Bajjah.
Islamiske lærde havde arvet Aristoteles' fysik fra Antikkens Grækenland, men lagde samtidig vægt på vigtigheden af empiriske observationer og troen på, at Universet følger ét sæt love. Dette ledte til en tidlig version af den naturvidenskabelige metode. Studiet af fysik startede i Irak and Egypten
med fokus på optik, mekanik (statik, dynamik, kinematik og bevægelse) og astronomi.

## Renæssancen
Det var først med grundlæggelse af eksperimentalfysikken, at Aristoteles' teorier blev endeligt testet og forkastet. Et kendt eksempel er, at Aristoteles mente, at tunge objekter falder hurtigere end lette objekte, når de påvirkes af gravitation. I Renæssancen kunne Galileo Galilei derimod vise, alle objekter falder lige hurtigt, og at observerede forskelle skyldes luftmodstand. Derved blev Aristoteles' forklaring erstattet af Galileis faldlov.

## Newtonsk fysik
Efter at Isaac Newton havde været med til at opfinde differentialregningen, opdagede han tyngdekraften. De fleste har hørt historien om, at han sad og sov under en træ og fik et æble i hovedet, men nogle af hans egne papirer tyder, på at det var noget, der gik op for ham over længere tid. Det grundlæggende spørgsmål var, om den kraft, der holdt ham stående på Jorden og den kraft, der holdt Månen i kredsløb om Jorden var én og samme kraft. Det skulle vise sig at være tilfældet. Herefter formulerede Newton sine tre love, der blev grundlæggende for den fysiske mekanik frem til den dag i dag.

## Moderne fysik
Den moderne fysik blev grundlagt med atomfysikernes og Albert Einsteins arbejde omkring det 20. århundredes begyndelse. I 1905 publicerede Einstein sin specielle relativitetsteori og i 1916 den generelle. Dette revolutionerede vores opfattelse af universet.